# Lubow Kobzowa
Lubow Wiaczesławowna Kobzowa (ros. Любовь Вячеславовна Кобзова; ur. 3 czerwca 1957 w Moskwie) – rosyjska pływaczka reprezentująca ZSRR.
W 1973 wystartowała na mistrzostwach świata, na których była 10. w sztafecie 4 × 100 m stylem wolnym i 7. w sztafecie 4 × 100 m stylem zmiennym. W 1975 ponownie wystąpiła na mistrzostwach świata, na których zajęła 8. miejsce na 100 m stylem dowolnym i w sztafecie 4 × 100 m tym samym stylem oraz 6. w sztafecie 4 × 100 m stylem zmiennym. W 1976 wystartowała na igrzyskach olimpijskich, na których była 5. w sztafecie 4 × 100 m stylem dowolnym, a także odpadła w pierwszej rundzie zawodów na 100 i 200 m tym samym stylem, w obu przypadkach zajmując 3. miejsce w swoich wyścigach eliminacyjnych.
Mistrzyni ZSRR w sztafecie 4 × 100 m stylem dowolnym, wicemistrzyni na 100 m tym samym stylem i brązowa medalistka mistrzostw ZSRR na 200 m stylem dowolnym z 1976 oraz brązowa medalistka mistrzostw kraju na 100 m stylem dowolnym z 1977. Reprezentowała klub Trud Moskwa, a jej trenerką była Lidija Kriejer.
Rekordzistka ZSRR na 100 m stylem dowolnym z czasem 59,12 s (Cali, 2 sierpnia 1975). Sześciokrotnie ustanawiała rekordy kraju w sztafecie 4 × 100 m stylem dowolnym i jednokrotnie w sztafecie 4 × 100 m stylem zmiennym.